# Гавриловський (Поспєлихинський район)
Гаври́ловський (рос. Гавриловский) — селище у складі Поспєлихинського району Алтайського краю, Росія. Входить до складу Ніколаєвської сільської ради.

## Населення
Населення — 390 осіб (2010; 463 у 2002).
Національний склад (станом на 2002 рік):
- росіяни — 77 %